# Йеронимус Бош
Вижте пояснителната страница за други личности с името Бош.
Йеронимус Бош (на нидерландски: Jeroen Bosch; на латински: Hieronymus Bosch, транскрибирано в някои източници също като Хиеронимус Бос или Хиеронимус Босх) е брабантски художник от 15 и 16 век. Повечето от картините му изобразяват греховете и моралните падения на хората. Бош използва образи на демони, полухора, полуживотни и машини, за да пробуди чувството на страх и обърканост и за да изобрази човешкия облик на злото. Картините му съдържат множество детайлни и подробни символни фигури, някои от които са заимствани от иконографията.

## Биография
Роден в семейство на брабантец и германка, той прекарва по-голямата част от живота си в 'с-Хертогенбос, град в херцогство Брабант, днес в южната част на Нидерландия. Дядо му, баща му и трима от чичовците му били художници. През 1463 година в града избухва пожар, при който изгарят над 4000 къщи и на който 13-годишният тогава Бош вероятно става свидетел. Предполага се, че ужасът от пожара е в основата на по-нататъшната мания на Бош по Ада. През 1488 г., когато вече е утвърден като художник, той се присъединява към „Братството на Богородица“ – консервативна религиозна секта, която имала 40 членове само в 'с-Хертогенбос, а в цяла Европа – около 7000.
Бош никога не датира картините си и се подписва само на някои от тях. Днес са се запазили само 25 от тях. След смъртта му, испанският крал Филип II купува много от тях. Като резултат от това, днес „Градината на земните удоволствия“ се намира в музея Прадо в Мадрид.
По-известни творби на Бош са:
- „Корабът на глупците“,
- „Извличане на камъка на глупостта“,
- „Седемте смъртни гряха“,
- „Завръщането на блудния син“

Йеронимус Бош оказва голямо влияние на по-късните фламандски художници, особено на Питер Брьогел Стария.
В средата на XVI в. или десетилетия след смъртта на Бош, започва широко движение по възраждане на причудливите образи от фантазията на брабантския живописец. Този интерес към неговите творби се дължи на разпространението на копия чрез гравюри, особено тези създадени от Питер Брьогел Стария. Това увлечение продължава няколко десетилетия. Успехът на гравюрите, направени по мотиви на Бош, предизвиква всевъзможни подражания и реплики (дори съзнателни фалшификации). Всички тези изображения са с изобилие на чудесни и чудовищни създания. Особен успех имат гравюрите, илюстриращи пословици и сцени от народния живот.

## Творчество

### Триптихи
Бош създава няколко триптиха върху съединени дървени плоскости.
- Най-известният от тях е „Градината на земните удоволствия“. Лявото крило на този триптих изобразява Рая с Адам и Ева и множество чудновати животни, средното – земните удоволствия с много голи фигури и чудновати плодове и птици, а дясното – Адът с ужасяващи наказания за различните видове грешници. Когато двете крила са затворени, от външната им страна е изобразено сътворението на света в тъмни краски.

- Сред другите известни триптихи е „Изкушението на Свети Антоний“.

- Алегорична е централната част от триптих „Каруцата със сеното“.[7]

- „Изкушение на Свети Антоний“ – триптих – отворен 
Национален музей за древно изкуство (Лисабон)
- „Изкушение на Свети Антоний“ – триптих – затворен (външни панели).
Национален музей за древно изкуство (Лисабон)
- Триптихът „Каруцата със сеното“ – централен панел
 Прадо
- Страшния съд. 1486 г. 
Брюге, Белгия

Повърхността на тези картини е груба. Това контрастира с традиционния фламандски стил на рисуване, където гладката повърхност се опитва да прикрие факта, че картината е човешко дело.
Към края на живота си Бош сменя стила си и създава картини с малък брой големи фигури.

### Фрагменти от несъхранени триптихи
- „Корабът на глупците“. 1495 – 1500. Лувър. Париж
- „Алегория на чревоугодничеството и сладострастието“. ок. 1500. Художествена галерия на Йелски университет. Ню Хейвън (Кънектикът)
- „Смъртта на скъперника“. ок. 1500. Национална галерия за изкуства. Вашингтон. (окръг Колумбия)
- „Св. Йоан в Патмос“. 1504 – 1505. Берлинска картинна галерия. Берлин
- „Блажени и проклети“ (цикъл на Босх). 1504 – 1505. Дворец на дожите. Венеция
- „Носене на кръста“. 1505. Кралски дворец в Мадрид
- „Ад и Потоп“. 1508 – 1514. Музей Бойманс ван Бьонинген. Ротердам
- „Носене на кръста“. 1515 – 1516. Музей на историята на изкуството, Виена

### Картини
- „Сватбата в Кана Галилейска“. Музей Бойманс Ван Бьонинген
- „Седемте смъртни гряха и четири последни вещи“, 1475 – 1480. Прадо
- „Разпятие с донор“. 1480 – 1485.
 Кралски музеи на изящните изкуства на Белгия. Брюксел
- „Ecce homo“. 1480 – 1485. Художествен институт „Щедел“, (Франкфурт на Майн)
- „Носене на кръста“. 1490 – 1500. Музей за изящни изкуства (Гент).
- „Св. Йоан Кръстител в пустинята“. 1504 – 1505. Колекция Хосе Ласаро Галдиано. Мадрид
- „Св. Христофор“. 1504 – 1505. Музей Бойманс Ван Бьонинген
- „Молитвата на св. Йероним“. ок. 1505. Музей за изящни изкуства (Гент). Гент
- „Увенчаване с трънен венец“. 1508 – 1509. Национална галерия (Лондон)
- „Увенчаване с трънен венец“. ок. 1510. Манастир Сан-Лоренсо. Ескориал
- „Блудният син“. ок. 1510. 
Музей Бойманс Ван Бьонинген
- „Изкушенията на св. Антоний“
 Прадо

### Графики
С голяма доза на достоверност, авторството на Йеронимус Бош е установено само по отношение девет рисунки.
- Слушаща гора и виждащо поле. Перо, бистр. 20,2 х 12,7 см. Гравюрен кабинет. Берлин
- Човек-дърво. Перо, бистр. 27,3 х 21,1 см. Галерия Албертина. Виена
- Гнездо на сови. Перо, бистр. 14 х 19,6 см. Музей Бойманс-ван Бьонинген. Ротердам
- Два чудовища. Перо, бистр. 16,4 х 11,6 см. Гравюрен кабинет. Берлин
- Костенурка с череп на панцир и крилат демон. Перо, бистр. 16,4 х 11,6 см. Гравюрен кабинет. Берлин
- Две вещици. Перо, бистр. 12,5 х 8,5 см. Музей Бойманс-ван Бьонинген. Ротердам
- Скици на чудовища. Перо. 8,6 х 18,2 см. Гравюрен кабинет. Берлин
- Кошер и вещици. Перо, бистр. 19,2 х 27 см. Галерия Албертина. Виена
- Вещици. Перо, бистр. 20,3 х 26,4 см. Кабинет на рисунките. Лувър. Париж

## Музеи
Творбите на Бош се съхраняват в следните музеи:
- Прадо, Мадрид
- Музей Ласаро Галдиано, Мадрид
- Манастир Сан Лоренсо дел Ескориал
- Лувър, Париж
- Музей Бойманс ван Бьонинген, Ротердам
- Музей за изящни изкуства (Гент), Гент
- Музей Грунинге, Брюге
- Кралски музеи на изящните изкуства на Белгия, Брюксел
- Музей на историята на изкуството, Виена
- Академия за изобразителни изкуства (Виена), Виена
- Галерия Албертина, Виена
- Художествен институт „Щедел“, (Франкфурт на Майн)
- Берлинска картинна галерия, Берлин
- Гравюрен кабинет (Берлин), Берлин
- Национален музей за древно изкуство (Лисабон), Лисабон
- Кунстхале, Хамбург
- Дворец на дожите, Венеция
- Национална галерия за изкуства, Вашингтон, Вашингтон (окръг Колумбия)
- Художествен музей (Сао Пауло) MASP, Сан Паоло